# Championnat du Chili de football 1983
Navigation
Saison précédente Saison suivante
La saison 1983 du Championnat du Chili de football est la cinquante-et-unième édition du championnat de première division au Chili. Les vingt-deux meilleurs clubs du pays sont regroupés au sein d'une poule unique où elles s'affrontent deux fois, à domicile et à l'extérieur. En fin de saison, afin de faire passer le championnat à 26 équipes, il n'y a pas de relégation et quatre équipes de Segunda Division, la deuxième division chilienne, sont promues. 
C'est le club de Colo Colo qui remporte le championnat cette saison après avoir terminé en tête du classement final, avec un seul point d'avance sur le tenant du titre, le Club de Deportes Cobreloa et dix sur le CF Universidad de Chile. C'est le quatorzième titre de champion du Chili de l'histoire du club.
Le nombre d'équipes engagées cette saison est un record et entraîne un allongement important du calendrier du championnat. En effet, la fin du championnat et la Liguilla pré-Libertadores n'ont lieu qu'au printemps 1984; le champion et le vainqueur de la Liguilla se qualifient donc pour la Copa Libertadores 1985. Pour les deux places en Copa Libertadores 1984, elles sont obtenues par les deux finalistes du Torneo Apertura 1983, un tournoi d'avant-saison non officiel joué par les équipes de première division.

## Les clubs participants
| - Colo Colo - CD Universidad Católica - CF Universidad de Chile - Unión Española - Club de Deportes Iquique - Deportes Naval de Talcahuano - Club de Deportes Cobreloa - Santiago Wanderers - Promu de Segunda Division - CD Everton de Viña del Mar - Promu de Segunda Division - CD Trasandino de Los Andes - Promu de Segunda Division - Unión San Felipe - Promu de Segunda Division | - CD San Marcos de Arica - Club Deportivo O'Higgins - CD Arturo Fernandez Vial - Promu de Segunda Division - CSD Rangers - Club Deportivo Palestino - Deportes Magallanes - Regional Atacama - Audax Italiano - Club de Deportes Antofagasta - Promu de Segunda Division - Green Cross-Temuco - Promu de Segunda Division - Club Deportivo Huachipato - Promu de Segunda Division |

## Compétition
Le barème utilisé pour établir le classement est le suivant :
- Victoire : 2 points
- Match nul : 1 point
- Défaite : 0 point

### Classement
| Rang | Équipe                          | Pts | J  | G  | N  | P  | Bp | Bc | Diff |
| ---- | ------------------------------- | --- | -- | -- | -- | -- | -- | -- | ---- |
| 1    | Colo Colo                       | 63  | 42 | 27 | 9  | 6  | 92 | 41 | +51  |
| 2    | Club de Deportes Cobreloa T     | 62  | 42 | 26 | 10 | 6  | 96 | 36 | +60  |
| 3    | CF Universidad de Chile         | 53  | 42 | 21 | 11 | 10 | 58 | 41 | +17  |
| 4    | Deportes Magallanes             | 50  | 42 | 19 | 12 | 11 | 85 | 62 | +23  |
| 5    | CD Universidad CatólicaC +2     | 48  | 42 | 15 | 16 | 11 | 80 | 64 | +16  |
| 6    | Deportes Naval de Talcahuano +1 | 48  | 42 | 18 | 11 | 13 | 63 | 54 | +9   |
| 7    | CSD Rangers                     | 47  | 42 | 15 | 17 | 10 | 63 | 52 | +11  |
| 8    | CD Everton de Viña del MarP     | 44  | 42 | 16 | 12 | 14 | 46 | 46 | 0    |
| 9    | CD Arturo Fernandez VialP       | 42  | 42 | 14 | 14 | 14 | 50 | 57 | -7   |
| 10   | CD San Marcos de Arica          | 41  | 42 | 15 | 11 | 16 | 57 | 58 | -1   |
| 11   | Club Deportivo HuachipatoP      | 41  | 42 | 15 | 11 | 16 | 41 | 48 | -7   |
| 12   | Club Deportivo Palestino        | 40  | 42 | 11 | 18 | 13 | 49 | 62 | -13  |
| 13   | Green Cross-TemucoP             | 39  | 42 | 13 | 13 | 16 | 69 | 65 | +4   |
| 14   | Trasandino de Los AndesP        | 39  | 42 | 12 | 15 | 15 | 59 | 60 | -1   |
| 15   | Club Deportivo O'Higgins        | 38  | 42 | 12 | 14 | 16 | 61 | 69 | -8   |
| 16   | Club de Deportes Iquique +1     | 37  | 42 | 9  | 18 | 15 | 43 | 60 | -17  |
| 17   | Club de Deportes AntofagastaP   | 37  | 42 | 12 | 13 | 17 | 44 | 64 | -20  |
| 19   | Unión San FelipeP               | 35  | 42 | 13 | 9  | 20 | 61 | 80 | -19  |
| 19   | Regional Atacama                | 35  | 42 | 11 | 13 | 18 | 41 | 63 | -22  |
| 20   | Unión Española                  | 33  | 42 | 14 | 5  | 23 | 56 | 75 | -19  |
| 21   | Santiago WanderersP +1          | 29  | 42 | 7  | 14 | 21 | 46 | 72 | -26  |
| 22   | Audax Italiano                  | 28  | 42 | 7  | 14 | 21 | 34 | 65 | -31  |

|  | Qualification pour la Copa Libertadores 1984                                     |
|  | Qualification pour la Liguilla pré-Libertadores                                  |
|  | T : Tenant du titre C : Vainqueur de la Copa Chile P : Promu de Segunda Division |

- Les résultats obtenus en Copa Chile donnent un bonus pris en compte dans le classement final : le vainqueur obtient deux points de bonification, les trois demi-finalistes ont un point.

### Liguilla pré-Libertadores
| Rang | Équipe                    | Pts | J | G | N | P | Bp | Bc | Diff |  | Résultats (▼ dom., ► ext.) | Maga | UnCh | Cobr | UnCa |
| ---- | ------------------------- | --- | - | - | - | - | -- | -- | ---- |  | -------------------------- | ---- | ---- | ---- | ---- |
| 1    | Deportes Magallanes       | 4   | 3 | 2 | 0 | 1 | 4  | 2  | +2   |  | Deportes Magallanes        |      | 1-0  |      | 3-1  |
| 2    | CF Universidad de Chile   | 3   | 3 | 1 | 1 | 1 | 4  | 2  | +2   |  | CF Universidad de Chile    |      |      | 3-0  | 1-1  |
| 3    | Club de Deportes Cobreloa | 3   | 3 | 1 | 1 | 1 | 1  | 3  | -2   |  | Club de Deportes Cobreloa  | 1-0  |      |      | 0-0  |
| 4    | CD Universidad Católica   | 2   | 3 | 0 | 2 | 1 | 2  | 4  | -2   |  | CD Universidad Católica    |      |      |      |      |

|  | Qualification pour la Copa Libertadores 1984 |

## Bilan de la saison
| Championnat du Chili de football 1983 |                                                                                        |
| Champion                              | Colo Colo (14e titre)                                                                  |
| Coupes et trophées                    |                                                                                        |
| Vainqueur de la Coupe du Chili 1983   | CD Universidad Católica                                                                |
| Qualifications continentales          |                                                                                        |
| Copa Libertadores 1984                | CD Universidad Católica                                                                |
| Copa Libertadores 1984                | Club Deportivo O'Higgins                                                               |
| Copa Libertadores 1985                | Colo Colo                                                                              |
| Copa Libertadores 1985                | Deportes Magallanes                                                                    |
| Promotions et relégations             |                                                                                        |
| Promus en Primera División            | Club de Deportes Cobresal CD San Luis de Quillota Deportes La Serena CD Coquimbo Unido |
| Relégués en Segunda División          | Aucun                                                                                  |